# Illuj
| ֽ   | Silluq           |  | ֫ ֥  | Ole we-Jored        |
| ֑   | Etnachta         |  | ֗   | Rewia gadol         |
| ֝ ֗  | Rewia Mugrasch   |  | ֓ ׀ | Schalschelet gedola |
| ֮   | Zarqa (Trope)    |  | ֗   | Rewia qaton         |
| ֭   | Dechi            |  | ֡   | Pazer               |
| ֤ ׀ | Mahpach legarmeh |  | ֨ ׀ | Asla legarmeh       |

| ֣ | Munach        |  | ֥ | Mercha       |
| ֬ | Illuj         |  | ֖ | Tipcha       |
| ֢ | Atnach hafuch |  | ֤ | Mahpach      |
| ֨ | Qadma         |  | ֓ | Schalschelet |
| ֘ | Zinnorit      |  |  |              |

## Begriffe
In der jemenitischen Tradition wird das Illuj auch Shofar illui שׁוֹפָר עִלּוּי genannt. Shofar illui hat jedoch nach der italienischen Tradition dieselbe Bedeutung wie Munach.

## Symbol
Das Symbol von Illuj ist dasselbe wie das von Munach. Bei Munach wird das Symbol unter das Wort gestellt, bei Illuj wird es jedoch über das Wort gestellt.

## Beschreibung
Illuj ist ein konjunktiver Akzent, der als Diener zu Sof pasuq, Rewia gadol und Azla legarmeh oder Mahpach legarmeh auftaucht.

## Vorkommen
| ספרי אמ"ת סִפְרֵי אֱמֶת                                                                            | ספרי אמ"ת סִפְרֵי אֱמֶת |
| --------------------------------------------------------------------------------------------- | ------------------ |
| Sifre Emet [siɸre ʔɛmɛt] deutsch ‚Bücher Emet‘, bzw. ‚Bücher der Wahrheit‘                    |                    |
| אִיוֹב                                                                                          | (Ijob)             |
| מִשְלֵי                                                                                          | (Sprichwörter)     |
| תְהִלִּים                                                                                         | (Psalmen)          |
| Anfangsbuchstaben der Bücher Ijob , Sprichwörter und Psalmen bilden zusammen das Merkwort אֱמֶת |                    |

Die Trope Illuj zählt zu den Ta’amei Sifrei Emet טַעֲמֵי סִפְרֵי אֱמֶ"ת. den Teamim der Bücher Emet und ist eher selten.
| Teil des Tanach | Illuj |
| --------------- | ----- |
| Psalmen         | 146   |
| Ijob            | 20    |
| Sprüche         | 14    |
| Gesamt          | 180   |

Die Tabelle zeigt das Vorkommen von Illuj in den drei poetischen Büchern.